# Xã Hazel Dell, Quận Pottawattamie, Iowa
Xã Hazel Dell (tiếng Anh: Hazel Dell Township) là một xã thuộc quận Pottawattamie, tiểu bang Iowa, Hoa Kỳ. Năm 2010, dân số của xã này là 1.259 người.